# Anirut Suebyim
Anirut Suebyim (thailändisch อนิรุตน์ สืบยิ้ม, * 4. Januar 1990 in Suphanburi) ist ein thailändischer Fußballspieler.

## Karriere
Anirut Suebyim erlernte das Fußballspielen in der Jugendmannschaft des Ostospa M-150 FC. Hier unterschrieb er 2009 auch seinen ersten Vertrag. Anfang 2009 änderte der Verein seinen Namen in Osotspa-Saraburi FC. Der Verein spielte in der ersten Liga des Landes, der Thai Premier League. Für Osotspa absolvierte er neun Spiele in der ersten Liga. Mitte 2015 wechselte er zum Zweitligisten Nakhon Pathom United FC. Der Verein aus Nakhon Pathom spielte in der zweiten Liga, der Thai Premier League Division 1. Die Rückserie 2016 spielte er beim Trang FC. Mit dem Verein aus Trang spielte er in der dritten Liga, der damaligen Regional League Division 2. Hier trat der Verein in der Southern Region an. 2017 spielte er in der Bangkok Region der vierten Liga beim Kopoon Warrior FC in Ayutthaya. Banbueng Phuket City FC, ein Drittligist aus Phuket, nahm ihn die Saison 2018 unter Vertrag. Von Januar 2019 bis August 2019 war er vertrags- und vereinslos. Anfang August 2019 ging er zum Paknampho NSRU FC nach Nakhon Sawan.
Seit dem 1. Januar 2020 ist Anirut Suebyim vertrags- und vereinslos.